# Las insoladas
Las insoladas es una película de comedia argentina de 2014 dirigida por Gustavo Taretto. Basada en el cortometraje homónimo de 2002, narra la historia de seis amigas que buscan pasar sus vacaciones en el Caribe. Está protagonizada por Carla Peterson, Luisana Lopilato, Marina Bellati, Elisa Carricajo, Maricel Álvarez y Violeta Urtizberea. La película se estrenó el 18 de septiembre de 2014.

## Sinopsis
Ambientada en el verano de 1995, un grupo de amigas se encuentra en una terraza tomando sol en el día más caluroso del año mientras planean cómo pueden juntar la plata para irse de vacaciones a Cuba. Además, esa noche deben presentarse a un concurso de baile de salsa, cuyo premio económico las podría ayudar a acercarse a su objetivo.

## Elenco
- Carla Peterson como Florencia
- Luisana Lopilato como Lala
- Marina Bellati como Valeria
- Elisa Carricajo como Karina
- Maricel Álvarez como Sol
- Violeta Urtizberea como Vicky

## Recepción

### Comentarios de la crítica
La película recibió críticas mixtas a negativas por parte de la prensa. Beatriz Molinari de La Voz del Interior señaló que la película «nace de una buena idea, aunque chiquita, y se sostiene por el trabajo de las actrices, pero le faltan diálogos potentes». Fernando López de La Nación expresó que «el humor asoma en dosis muy módicas y la fotografía de Leandro Martínez contribuye al atractivo de las imágenes», aunque mencionó que «Las insoladas apenas sí se salva por la desenvoltura y la belleza que aportan las actrices, a pesar de que la banalidad de los diálogos y la abundancia de lugares comunes no las favorecen demasiado».
En una reseña para Otros cines, Diego Batlle escribió «a la película le sobran parlamentos y le falta fluidez», como así también «as distintas escenas resultan demasiado armadas, calculadas y/o forzadas o demasiado cerca del cliché y del lugar común». Ezequiel Obregón de Escribiendo cine resaltó que «Las insoladas resulta, finalmente, un buen pasatiempo con algunas ideas hasta ahora no muy exploradas».

### Premios y nominaciones
| Lista de premios y nominaciones | Lista de premios y nominaciones | Lista de premios y nominaciones | Lista de premios y nominaciones   | Lista de premios y nominaciones | Lista de premios y nominaciones |
| Año                             | Organización                    | Categoría                       | Nominado/a(s)                     | Resultado                       | Ref(s)                          |
| ------------------------------- | ------------------------------- | ------------------------------- | --------------------------------- | ------------------------------- | ------------------------------- |
| 2015                            | Premios Cóndor de Plata         | Revelación femenina             | Luisana Lopilato                  | Nominada                        | [ 9 ]                           |
| 2015                            | Premios Cóndor de Plata         | Mejor guion adaptado            | Gustavo Taretto y Gabriela García | Nominados                       | [ 9 ]                           |